# バルト海クルーズ

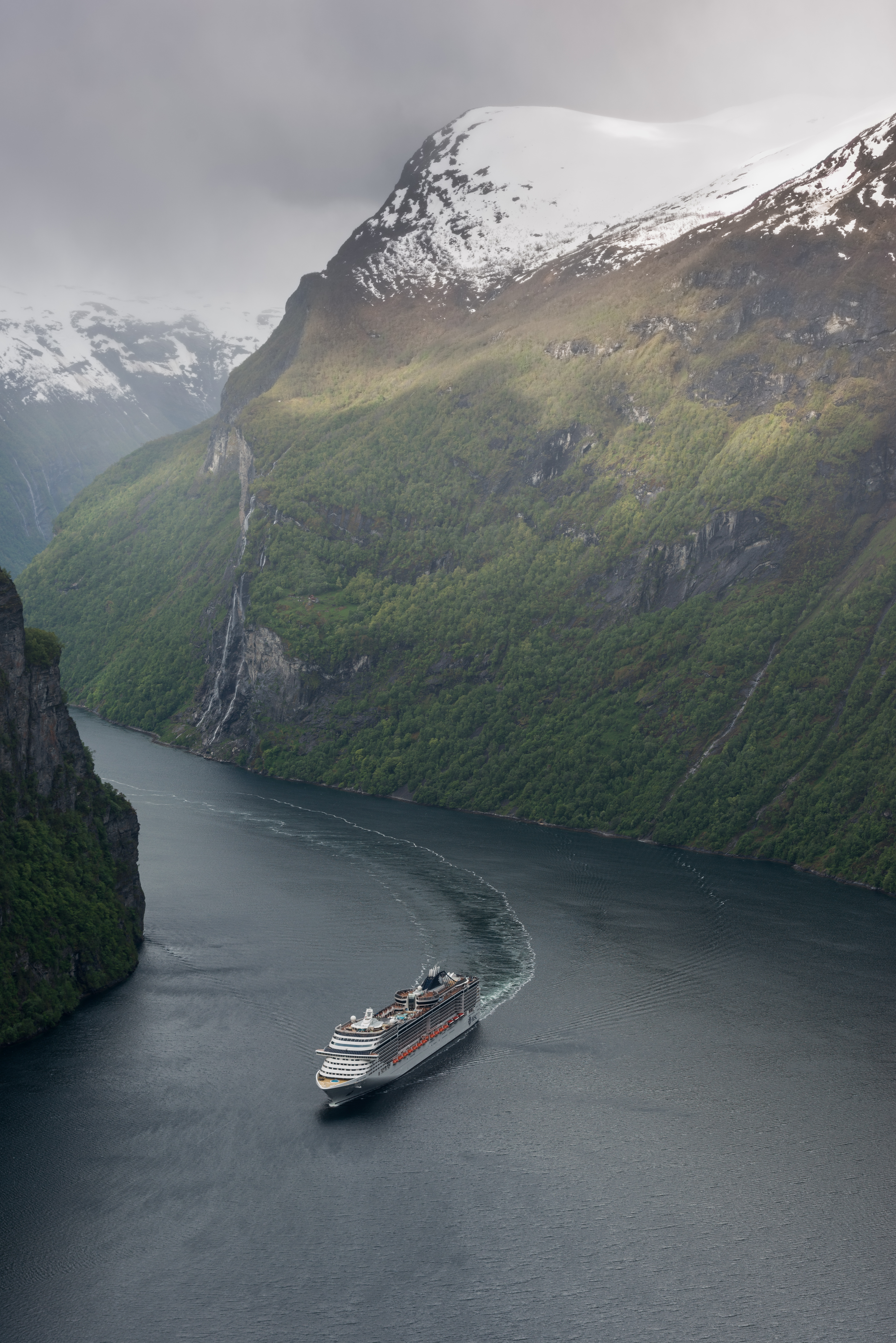
MSCスプレンディダ　ノルウェーのフィヨルドを進む様子

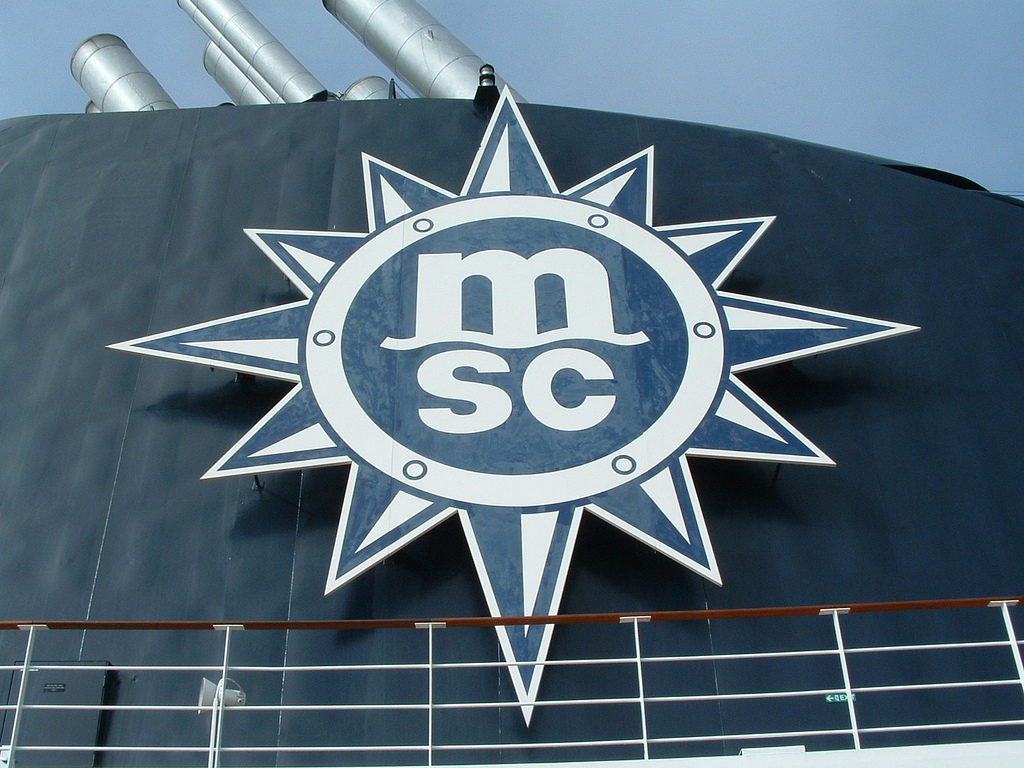
MSCクルーズのシンボルマーク

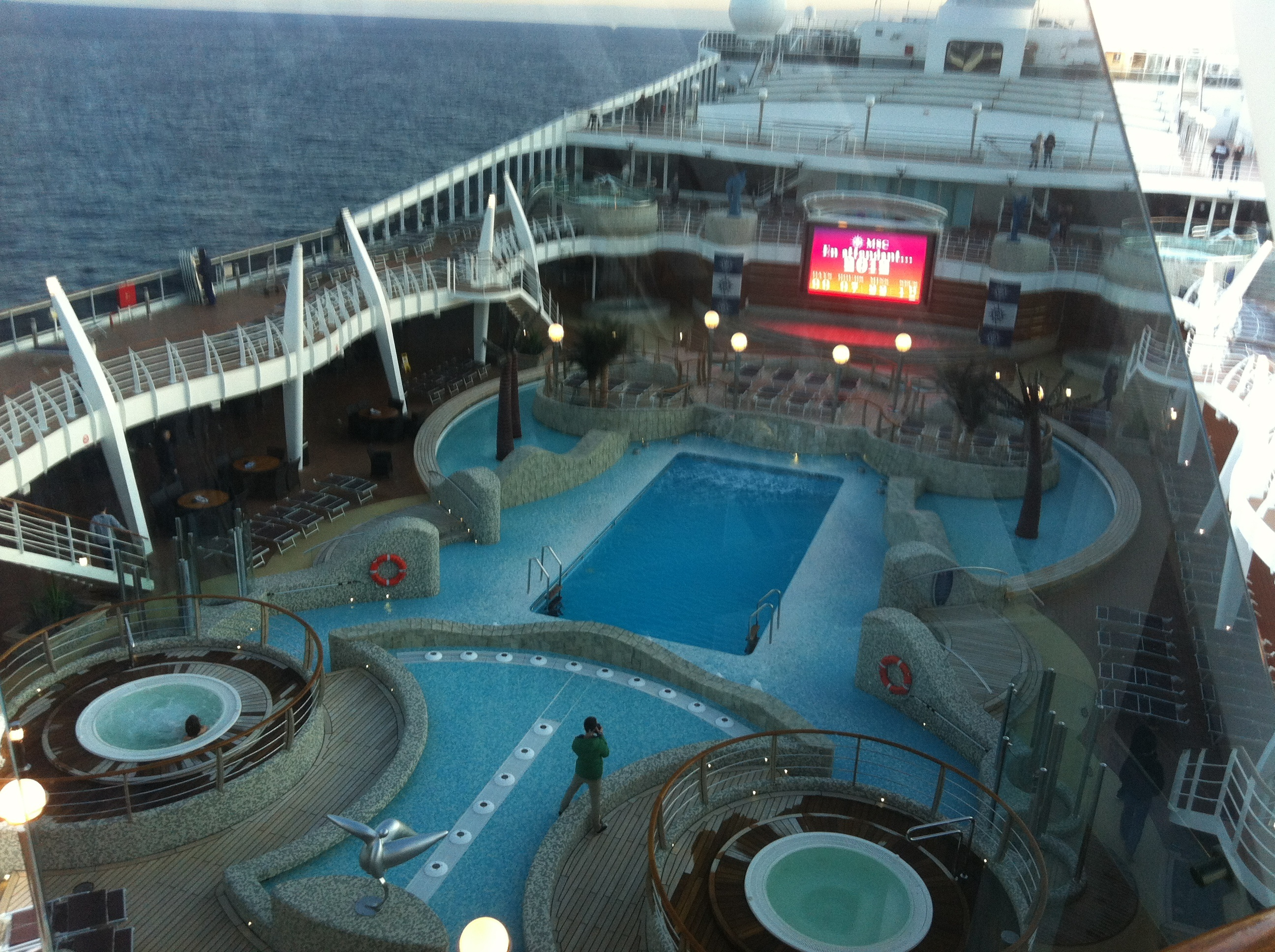
MSCクルーズの船の様子。

バルト海クルーズ（バルトかいクルーズ）とは、北ヨーロッパ、ユーラシア大陸とスカンディナヴィア半島に囲まれているバルト海におけるクルージングのこと。また、単に海上交通手段としてのクルーズも含まれる。

## 概要
- バルト海を囲むように、スウェーデン、フィンランド、ロシア、エストニア、ラトビア、リトアニア、ポーランド、ドイツ、デンマークなどの国々が面しており、航海をようする海上交通網が発達している。
- 現在、航空網が発達している中においても、費用が安い、サービスがよいなどの理由により、海上交通を利用する人が多い。また、単に交通手段以外に「クルーズ」という面もあり海外の人が利用することも多く、日本の旅行会社などの主催するものやヨーロッパツアー行程に組み込まれることが多く人気が高い。
- 北欧首都、主要都市を結ぶラインは毎日運航されている。
- 長期クルーズは、季節により異なる。

## 主なクルーズライン
- MSCクルーズ　
  - 豪華客船を夏季に北欧への航路を複数、就航している。2017年では4月から9月いっぱいの間に9万トン級ののMSCマニフィカ、14万トン級のMSCファンタジア、MSCプレチオーサの3船を配船する。MSCマニフィカはヴァーネミュンデから出発し、コペンハーゲン、ストックホルム、タリン、ベルゲン、オルデン、サンクトペテルブルクに行く。MSCファンタジアはキール、ストックホルム、ヘルシルト、ガイランゲル、タリンなどに行く。MSCプレチオーサはハンブルクからスピッツベルゲンやレイキャビックなどに向かう航路がある。基本的に7日間のクルーズだが、11日間や14日間のクルーズもある。
- シリヤライン（シンボルマーク：アザラシ）
  - 主な航路は、スウェーデンの首都ストックホルムからオーランド諸島の中心都市マリエハムンを経由してフィンランドの首都ヘルシンキ、旧首都トゥルクへの航路。
- タリンク
  - 主な航路は、エストニアの首都タリンやラトビアの首都リーガからヘルシンキやストックホルム。ヘルシンキからタリン、ヘルシンキからドイツのロストック。2006年にシリヤラインを買収して傘下におさめた。
- ヴァイキングライン（シンボルマーク：ヴァイキング）
  - 主な航路は、ストックホルムからマリエハムン経由ヘルシンキ航路、ストックホルムからトゥルク航路など。
- ステナライン
  - スコットランド、スウェーデン、アイルランド、デンマーク、オランダ、ノルウェー、ドイツ、ポーランドなどにフェリー航路を持つ世界最大級の会社。
- コスタ・クルーズ
  - 地中海クルーズをメインとするイタリアの船舶会社だが、ロシア、サンクトペテルブルク、ヘルシンキとコペンハーゲンを結ぶクルーズ航路を有している。船内レストランでは本場イタリア料理が楽しめる。

## 船舶・設備
- 交通として利用されている船舶は、50000ｔを超える。
- 長期クルーズに利用されている船舶は、100000ｔを超える。
- 上記、両船舶とも大型バス、普通乗用車などを積み込める。また、船内は免税店、医師（歯科医師含む時あり）常駐の医療施設、レストラン、エレベータ、室内・船上プールや賭け事などの娯楽施設などが備えられている。
- 室内には、バスルーム、ベッド、冷蔵庫、テレビなどの設備があり、ホテルの機能と変わりない（室内ランクにより異なる）。
- 最高ランクのサービスとして執事が付くものもある。

## 費用
- 一般的に夏季と冬季で基本料金が違う。冬季に海上凍結によりコースが変わることがある。
- 客室ランクにより違う。
- 海側と内側により違う。
- 長期クルーズ、日常交通用により違う。

（詳細は各旅行会社ウェブサイトを参考）